# Nitruration
 (janvier 2024).
Si vous disposez d'ouvrages ou d'articles de référence ou si vous connaissez des sites web de qualité traitant du thème abordé ici, merci de compléter l'article en donnant les références utiles à sa vérifiabilité et en les liant à la section « Notes et références ».
La nitruration est un traitement de surface qui consiste à incorporer de l'azote dans la couche superficielle d'un acier, pour en modifier les propriétés mécaniques.

## Procédé
Lorsqu'il est chauffé en présence d'acier à des températures comprises entre 520 °C et 580 °C, l'ammoniac se décompose relativement lentement en ammoniac craqué, composé d'un mélange de deux gaz, l'hydrogène (H2) et l'azote (N2); ce dernier réagit simultanément avec le fer en diffusant sur les couches superficielles du métal traité. Il provoque la formation d'un film superficiel de nitrures de fer, appelé couche de combinaison, à partir duquel les atomes d'azote diffusent en direction du cœur de la pièce. Ce traitement, appelé nitruration, peut, selon la composition de l'acier, entraîner un accroissement très important de la dureté superficielle.
Il existe 3 procédés : 
- la nitruration en phase liquide : bains de sels à base de cyanures ;
- la nitruration gazeuse : dissociation de l'ammoniac et décomposition au contact de l'acier ;
- la nitruration ionique.
Le traitement (ou procédé) de nitruration est un traitement superficiel qui consiste à plonger des pièces en alliages ferreux spéciaux (aciers au chrome-aluminium) dans un milieu susceptible de céder de l'azote (autrefois appelé nitre) en surface, à une température comprise entre 300 °C et 580 °C où l'azote peut diffuser de la surface vers le cœur de la pièce. Une fois le traitement effectué on peut observer deux couches : 
- la couche de combinaison, en surface, d’une épaisseur approximative de 20 μm, elle est composée de nitrures ε et γ’ ;
- la couche de diffusion plus épaisse (100 à 1000 μm), si le métal contient des éléments d’alliage il se forme des précipités de nitrures finement dispersés dans la zone de diffusion. Ces précipitations conduisent à un durcissement important, les niveaux de dureté obtenus sont compris entre 400 et 1300 HV (dureté Vickers) et cette dureté peut être conservée jusqu'à des températures de l'ordre de 500 °C. La couche de diffusion est donc plus dure que la couche de combinaison.

L’augmentation de la dureté en surface apporte des avantages certains : l’usure des pièces va être limitée, mais les pièces vont tout de même garder à cœur leurs caractéristiques mécaniques propres, en ce qui concerne la nitruration, la couche de combinaison a de bonnes propriétés de glissement ce qui peut être appréciable pour les roulements et les engrenages, cette couche pouvant être retirée si nécessaire. On utilise aussi ce procédé pour les tubes de canons de moyen calibre, dans la construction des machines-outils et des vérificateurs.
Autres avantages, le durcissement est direct et ne comporte pas de trempe, les déformations sont très faibles et presque toujours faciles à prévoir (quelques microns).
Par contre la nitruration présente les inconvénients suivants: 
- la durée de l'opération est très longue : 100 heures pour atteindre une pénétration maximum de 1 mm ;
- la couche nitrurée ne peut supporter aucune déformation plastique.

## Protection contre la corrosion
L'azote incorporé dans la couche superficielle de l'acier se place dans les espaces inter-atomiques des cristaux de fer. À saturation, l'azote colmate la surface de l'acier et empêche la pénétration de l'oxygène.